# Khaidarkanita
La khaidarkanita és un mineral de la classe dels halurs, que pertany al grup de la cianotriquita. Rep el seu nom de la seva localitat tipus, el dipòsit d'antimoni i mercuri de Khaidarkan, al Kirguizstan.

## Característiques
La khaidarkanita és un halur de fórmula química Cu₄Al₃(OH)₁₄F₃(H₂O)₂. Cristal·litza en el sistema monoclínic. La seva duresa a l'escala de Mohs és 2,5. És una espècie visualment similar tant a la cianotriquita com a la carbonatocianotriquita. Segons Hager, una petita quantitat de sulfat pot estar present (o fins i tot ser necessària) en la khaidarkanita, i el contingut de sodi pot ser variable, atribuint el contingut d'aquest element a impureses.
Segons la classificació de Nickel-Strunz, la khaidarkanita pertany a «03.DA: Oxihalurs, hidroxihalurs i halurs amb doble enllaç, amb Cu, etc., sense Pb» juntament amb els següents minerals: atacamita, melanotal·lita, botallackita, clinoatacamita, hibbingita, kempita, paratacamita, belloïta, herbertsmithita, kapellasita, gillardita, haydeeïta, anatacamita, claringbul·lita, barlowita, simonkol·leïta, buttgenbachita, connel·lita, abhurita, ponomarevita, anthonyita, calumetita, bobkingita, avdoninita i droninoïta.

## Formació i jaciments
Va ser descoberta al dipòsit d'antimoni i mercuri de Khaidarkan, situat a la vall de Fergana, a la província d'Oix, al Kirguizstan. També ha estat descrita a la mina Clara, a l'estat alemany de Baden-Württemberg; i a Hoher Sonnblick, a Salzburg, Àustria.